# Champ de Mars (metropolitana di Parigi)
Champ de Mars è una stazione chiusa della metropolitana di Parigi.

## La stazione
La stazione è stata inaugurata il 13 luglio 1913. All'inizio della Prima guerra mondiale, il governo ha emanato un piano che prevedeva un servizio ridotto sull'intera rete metropolitana. Solo 85 stazioni sarebbero quindi rimaste aperte: la maggior parte di quelle chiuse hanno riaperto  negli anni successivi al conflitto mondiale ma altre, tra cui la stessa Champ de Mars, ritenute poco frequentate e quindi poco redditizie, sono rimaste chiuse anche dopo il 2 settembre 1939.
Tuttavia, c'è una stazione della RER C chiamata Champ de Mars - Tour Eiffel, con la corrispondenza con la linea 6 a Bir Hakeim.
Ad oggi, una stazione della linea C del RER, situata a nord ovest del parco pubblico del Campo di Marte, si chiama Champ de Mars – Tour Eiffel e funge da interscambio con la stazione Bir-Hakeim della linea 6.

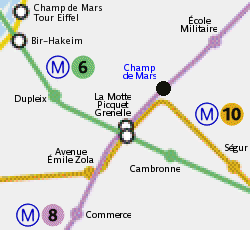
Localizzazione